# Lee Woodall
Lee Artis Woodall (Carlisle, 31 ottobre 1969) è un ex giocatore di football americano statunitense che ha giocato nel ruolo di linebacker per sette stagioni nella National Football League (NFL). Fu scelto nel corso del sesto giro (182º assoluto) del Draft NFL 1994 dai San Francisco 49ers. Al college ha giocato a football alla West Chester University.

## Carriera professionistica
Woodall disputò otto stagioni nella NFL 1994 dal 2001. Nella sua stagione da rookie coi 49ers durante la stagione 1994 batté i San Diego Chargers 49-26 vincendo il Super Bowl XXIX. Un'azione da ricordare della sua carriera fu il ritorno di un fumble per 96 yard nel 1995 in una gara vinta contro i Buffalo Bills. Quell'anno fu selezionato per il suo primo Pro Bowl, convocazione che ricevette anche due stagioni dopo. La sua ultima stagione la passò nel 2001 coi Denver Broncos. Nel marzo 2006 fece un ultimo tentativo per giocare a football firmando coi Toronto Argonauts della Canadian Football League.

## Palmarès

### Franchigia
- Super Bowl : 1

San Francisco 49ers: XXIX

### Individuale
- Convocazioni al Pro Bowl: 2

1995, 1997
- All-Pro: 1

1995
- PFWA All-Rookie Team - 1994

## Statistiche
| Partite totali | 124  |
| Sack           | 10,0 |
| Intercetti     | 6    |